# Бизаа
Бизаа (араб. بزاعة‎) — город на севере Сирии, расположенная на территории мухафазы Халеб. Входит в состав нахии Эль-Баб, которая, в свою очередь, является частью одноимённого района.

## Географическое положение
Город находится в северной части мухафазы, вблизи города Эль-Баб, на высоте 508 метров над уровнем моря.

Бизаа расположен на расстоянии приблизительно 34 километров к всеверо-востоку от Алеппо, административного центра провинции и на расстоянии 333 километров к северо-северо-востоку (NNE) от Дамаска, столицы страны.

## Население
По данным официальной переписи 2004 года численность населения города составляла 12 718 человек (6586 мужчин и 6132 женщины).

## Транспорт
Через город проходит национальная автотрасса М4. Ближайший гражданский аэропорт — Международный аэропорт Алеппо.